# Vittorino da Feltre

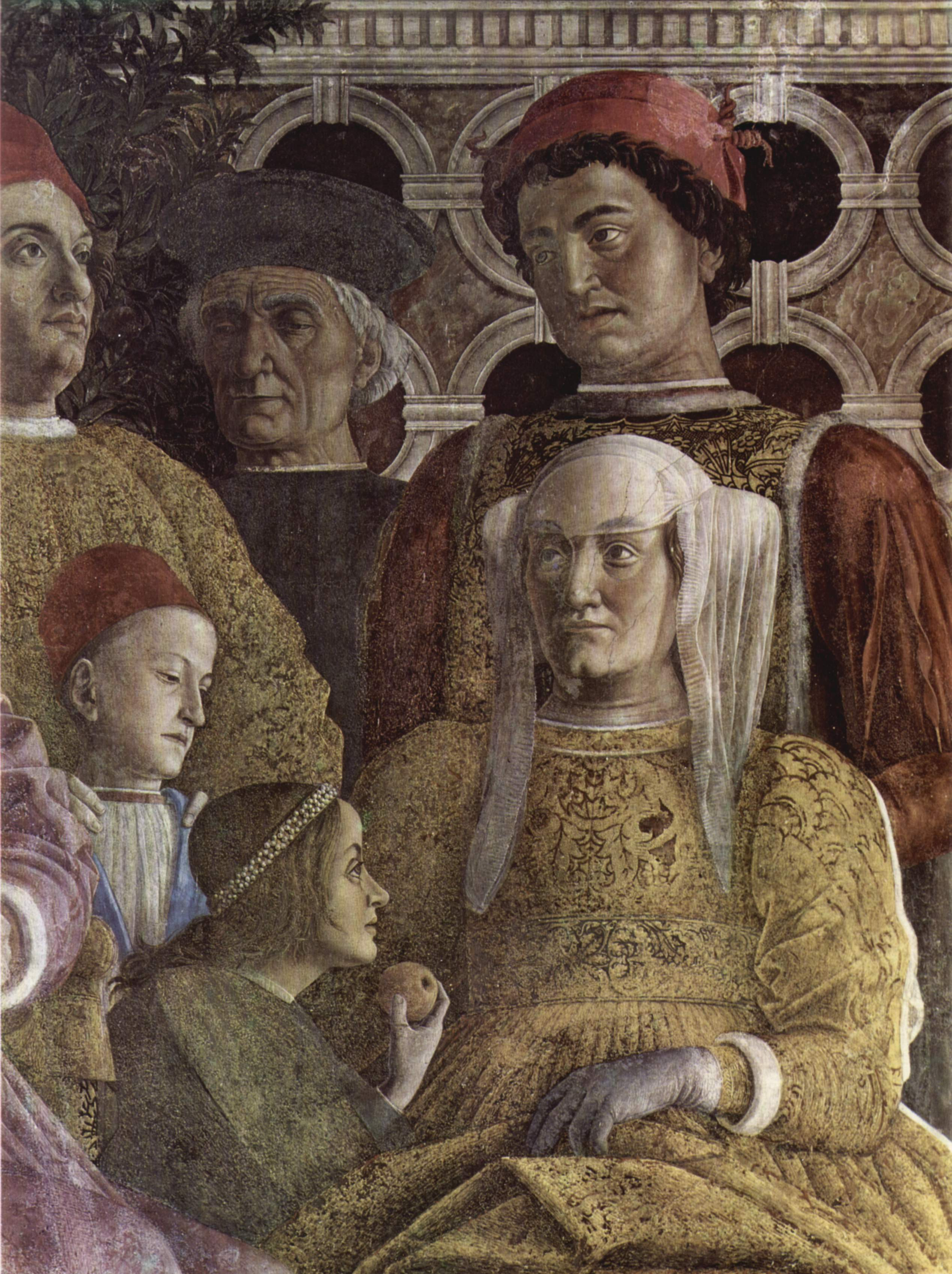
De hoveling in het zwart stelt mogelijk Vittorino da Feltre voor, die al overleden was op het moment dat Andrea Mantegna het fresco in de "Camera degli Sposi" schilderde omstreeks 1470.

Vittorino da Feltre (Feltre, 1378 - Mantua, 2 februari 1446) was een Italiaanse humanist en leraar.
Geboren als Vittore dei Ramboldini studeerde hij in Padua en werd er nadien ook hoogleraar. Na een verblijf van twintig jaar in Padua vestigde hij zich in 1423 in Mantua. Hij werd bibliothecaris aan het hof van de Gonzaga's, maar bovenal leraar. De jonge Lodewijk III Gonzaga werd zijn meest bekende leerling. Maar onder leerlingen waren ook andere jongeren uit het huis Gonzaga, waaronder de bruid van Lodewijk, Barbara van Brandenburg. Zijn "school van prinsen" trok ook leerlingen van verschillende Italiaanse, prinselijke huizen aan, onder wie Federico van Urbino.  Verder koos hij een zestigtal arme maar beloftevolle leerlingen uit voor zijn school. Alle leerlingen van Vittorino da Feltre leefden samen in het "Ca'zoiosa" of "La Giocosa" ("het vreugdevolle huis").
De leermethoden van Vittorino da Feltre waren revolutionair en grepen terug naar de oudheid. Hij paste geen lijfstraffen toe en besteedde veel aandacht aan lichamelijke opvoeding. Hij bracht zijn leerlingen christelijke waarden en kennis van de klassieke oudheid bij. Op het leerprogramma stonden Latijn en Grieks, wiskunde en meetkunde en ook muziek.

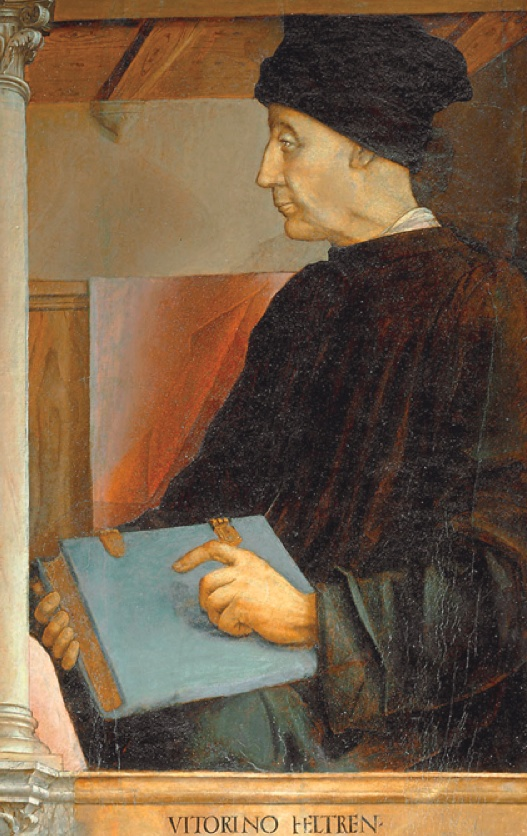
Postuum portret door Pedro Berruguete en Justus van Gent, omstreeks 1474
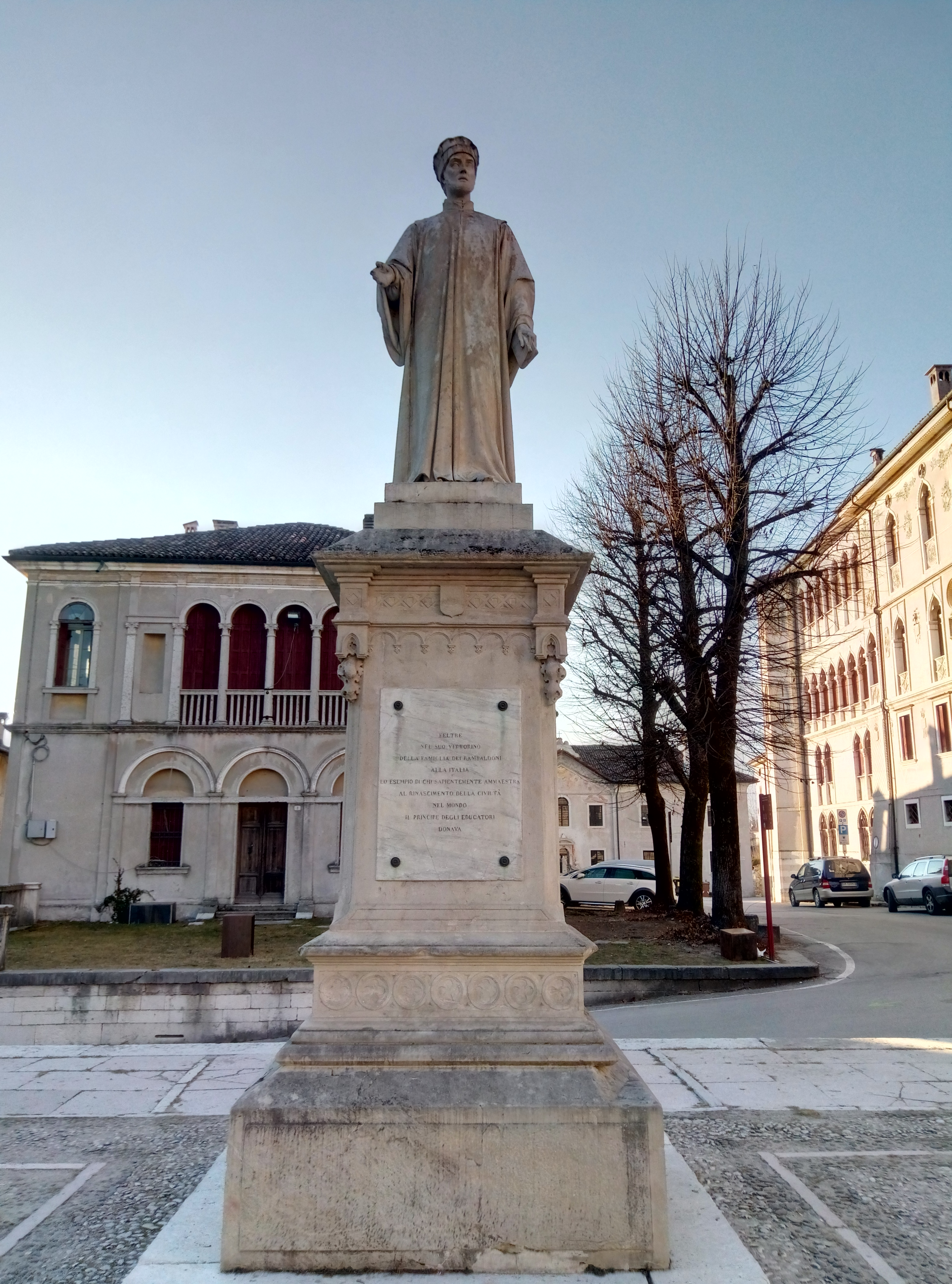
Standbeeld in Feltre